# Daniel Snyder
Pour le joueur de hockey sur glace, voir Dan Snyder.
Pour les articles homonymes, voir Snyder.
Daniel Marc "Dan" Snyder (né en 1964) est un homme d'affaires américain, propriétaire de l'équipe des Commanders de Washington de la NFL et de son stade, le FedEx Field, de 1999 à 2023, ainsi que de la chaîne de parcs d'attractions Six Flags.

## Biographie

### Prises de position
Il apporte son soutien à Mitt Romney, le candidat du Parti républicain, lors de l'élection présidentielle américaine de 2012.